# Crónica de Dečani
La Crónica de Dečani (en serbio: Дечански летопис) es un manuscrito serbio escrito en la segunda mitad del siglo xv en el monasterio de Visoki Dechani.

## Transcripción y publicación
Durante la transcripción de la crónica de Dechani del manuscrito original, el transcriptor no solo se limitó a transcribir, sino también interpretó el texto original.  
Fue publicado por Serafim Ristić en su obra Monumentos de Dechani. En 1908 su traducción al idioma ruso fue publicado en San Petersburgo por el diácono Nikolai Mavrov.

## Contenido
La crónica de Dechani menciona por primera vez la región de Ibarski Kolašin (Kosovo del Norte) e incluye todos los pueblos de Kolašin y sus habitantes empadronados en 1595. Esta crónica explica el origen serbio del nombre de la ciudad de Šabac. 
La crónica de Dechani habla sobre los miembros de la dinastía Nemanjić, en particular, Esteban Nemanja y algunos de sus descendientes. Esta describe la muerte de Esteban Dečanski después de que fue denigrado por primera vez por su madrastra Simonida. La crónica presenta información sobre los fenómenos naturales que acompañan la muerte de Esteban, incluyendo un eclipse solar. La crónica de Dechani es una de las cuatro crónicas medievales que mencionan a Simeón Uroš, el medio hermano del emperador Esteban Dušan, y sus acciones para tomar temporalmente el trono de serbia. 
Esta crónica menciona la Batalla de Rovine de 1395 y explica que el Príncipe Marko y Constantino Dragaš murieron en esta batalla. Esta crónica también explica que el hermano de Marko, Andrijaš Mrnjavčević, murió también en la batalla de Rovine. La crónica de Dechani describe cómo el comandante militar otomano Skanderbeg abandonó el campo de batalla en Momina Klisura en 1444, cerca de la actual Pazardzhik en Bulgaria, luego de haber sido derrotado por el déspota serbio Đurađ Branković.
- Datos: Q19902185